# 小田急チケット10
小田急チケット10（おだきゅうチケット10）は、かつて小田急電鉄が発売していた企画回数乗車券である。

## 概要
2020年3月31日に発売を終了した通常の回数乗車券の代替として同年4月1日に発売が開始された。回数乗車券よりも割引率が高いが、全て10枚綴り均一での発売となっていた。
小田急チケット10は、レギュラー・オフピーク・ホリデーの3種類が発売された。レギュラーは終日、オフピークは平日の午前10時から午後4時までの間と土日祝日及び年末年始期間の終日、ホリデーは土日祝日及び年末年始期間の終日のみ使用可能であった。有効期間は従来の3ヶ月から2ヶ月に短縮された。
また、購入時に本券に加えて使用条件などを記載した「表紙券」も発行され、その表紙券を持参しないと利用できないものとなっていた。これは金券ショップにより行われている回数券を格安でバラ売りする行為への対策であり、これにより規則上できなくなった。
「小田急おでかけポイント」のサービス開始に伴い、発売開始から2年4箇月後の2022年7月31日をもって発売を終了した。